# Staatsgalerie Stuttgart
La Staatsgalerie, située à Stuttgart, Bade-Wurtemberg, est un musée et une galerie d’art, qui a ouvert ses portes en 1843. Elle a été fondée en 1838-1843 par le roi Guillaume Ier de Wurtemberg.
Le musée, pratiquement détruit après la Seconde Guerre mondiale, a été reconstruit en 1946 et rouvert en 1948.
En 1984, l’ouverture de la Neue Staatsgalerie, dessinée par l'architecte britannique James Stirling, a transformé ce qui était auparavant un lieu d’exposition un peu provincial en un des musées d’Europe les plus à la pointe.

## Alte Staatsgalerie
À l’origine, le bâtiment de facture classique de l’Alte Staatsgalerie était aussi le siège de l’École royale de Beaux-Arts. Bâti en 1843, il a été agrandi de deux ailes de 1881 à 1887. Après une complète destruction lors de la Seconde Guerre mondiale, le musée a été reconstruit à partir de 1946 et rouvert au public en 1948.
Le fonds de la Staatsgalerie comprend un total d'environ 5 000 peintures et sculptures, dont les ducs de Wurtemberg ont jeté les bases avec leurs propres collections qui remontent au XVIIIe siècle.

### Peinture allemande
La base de la collection d'anciens maîtres allemands a été posée en 1859 avec l'achat de 73 anciennes peintures souabes sur panneaux de bois, dont celles de Bartholomäus Zeitblom.
Puis la collection s'est élargie au XXe siècle, par des œuvres comme le triptyque de Mühlhausen (ou retable de Prague), de style pragois et provenant de Mühlhausen, près de Stuttgart, et le retable d'Ehningen (voir : Maître du retable d'Ehningen (de)), mais aussi de nombreuses peintures provenant de possessions royales et ecclésiastiques. En 1924, le retable de Herrenberg, œuvre principale de Jörg Ratgeb, s'est ajouté à cet ensemble.

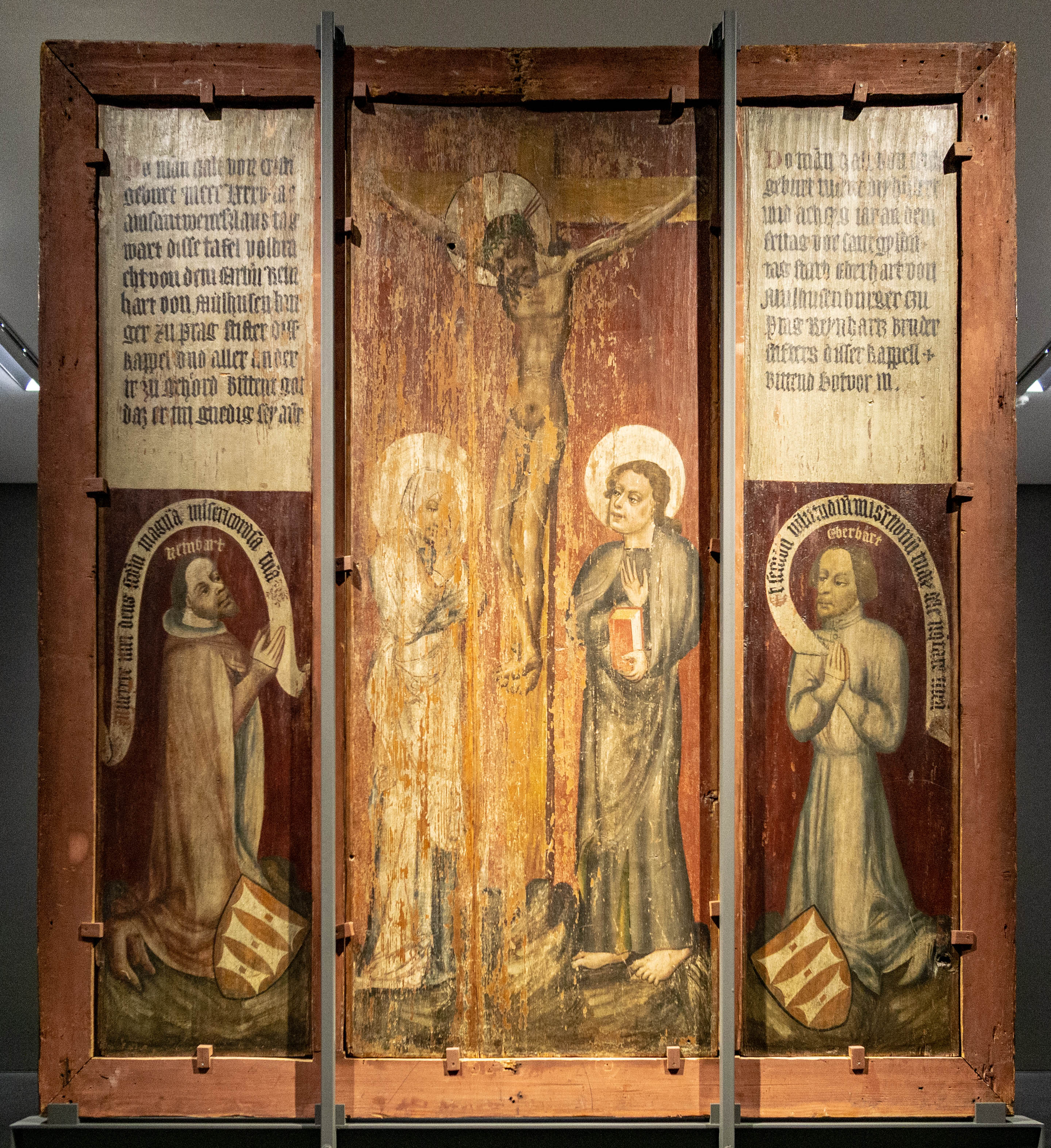
Triptyque de Mühlhausen ou retable de Prague, 1519.
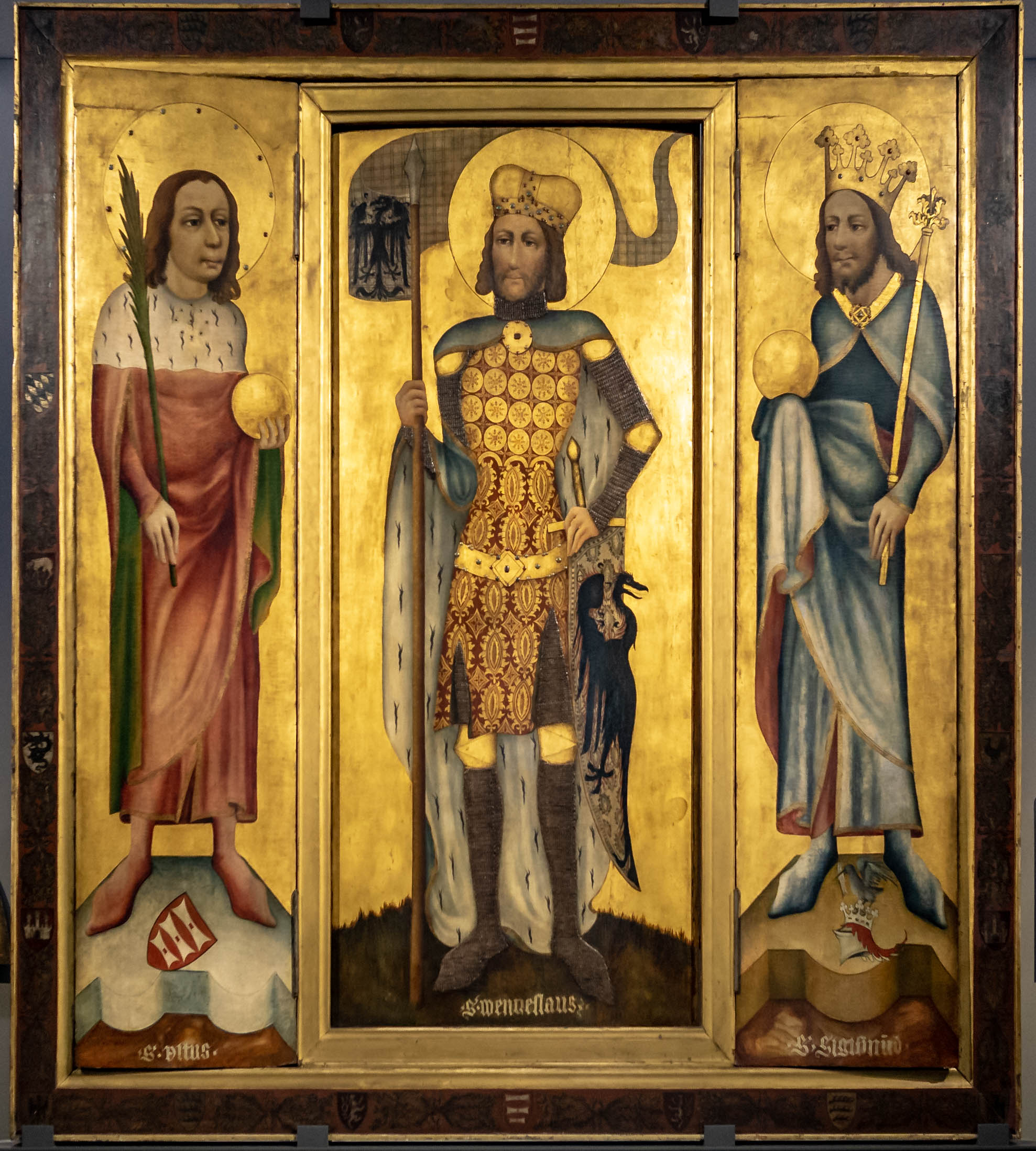
Triptyque de Mühlhausen ou retable de Prague, 1519.

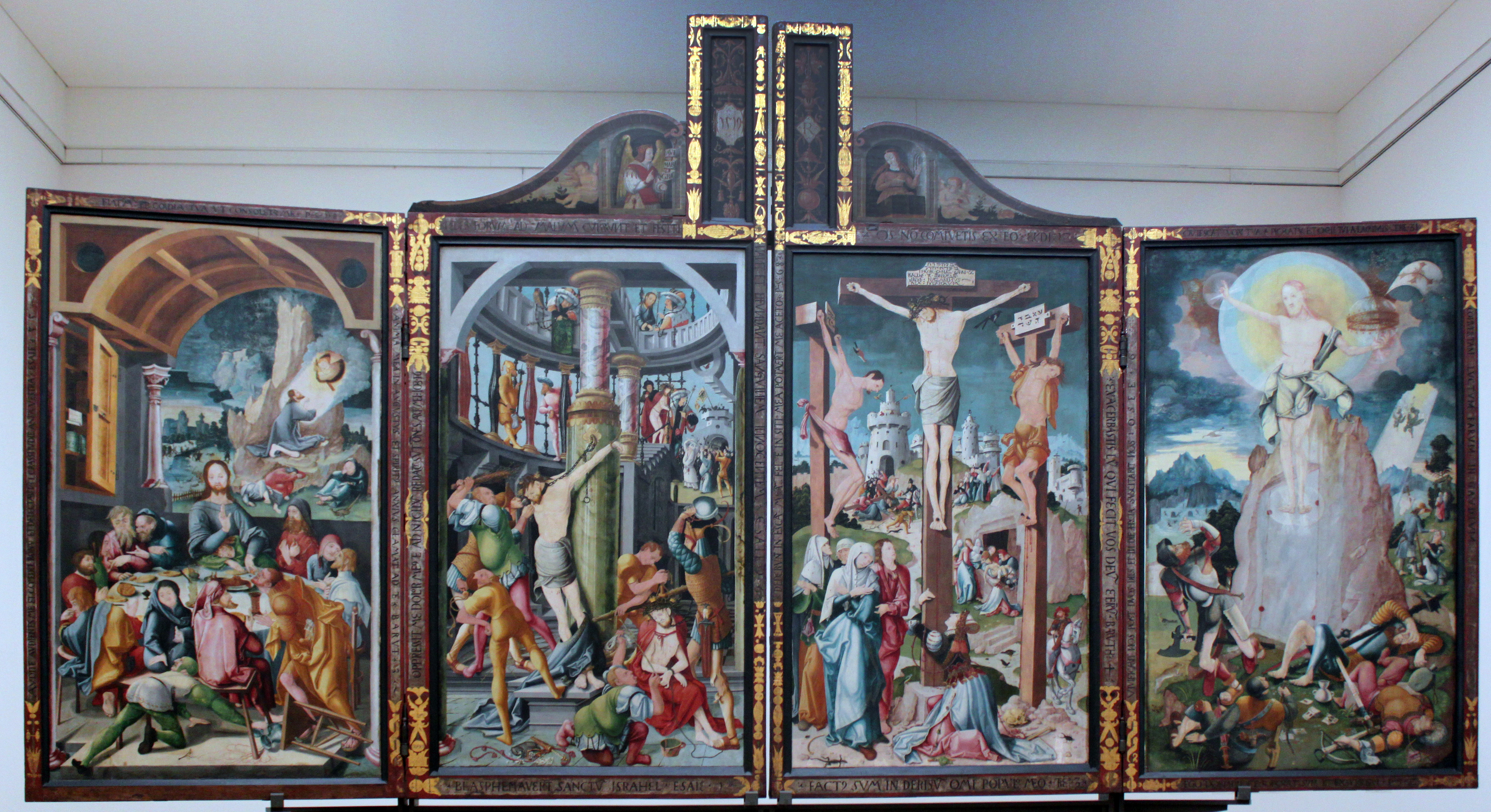
Jörg Ratgeb, Polyptyque de Herrenberg, entre 1480 et 1526.

Des œuvres importantes d'artistes régionaux ont également été acquises après la Seconde Guerre mondiale, notamment de Hans Schäufelin, Hans Holbein l'Ancien, Lucas Cranach l'Ancien et Christoph Amberger.

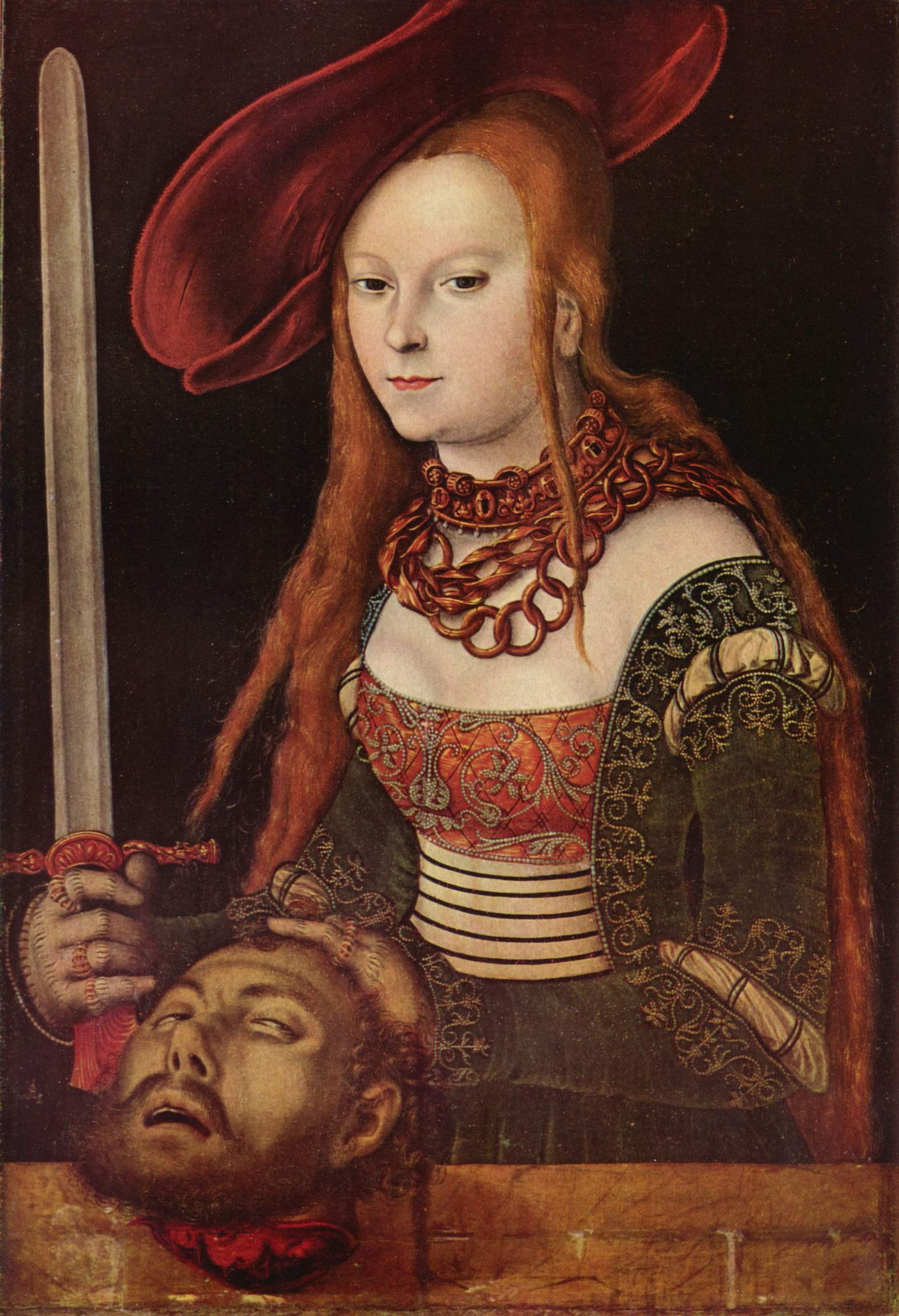
Lucas Cranach l'Ancien, Judith avec la tête d'Holopherne, vers 1530.
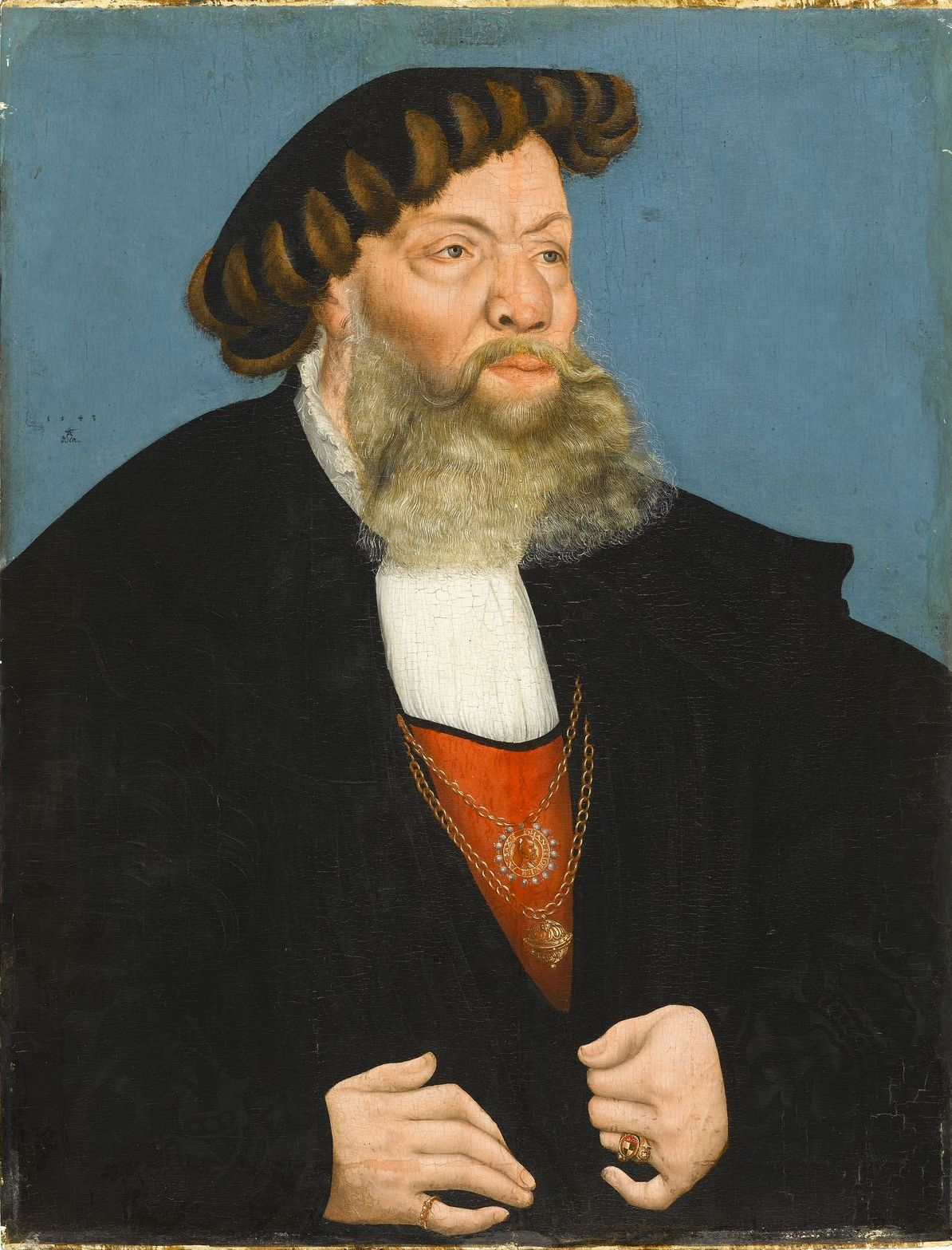
Lucas Cranach le Jeune, Jobst von Hayn, 1543.
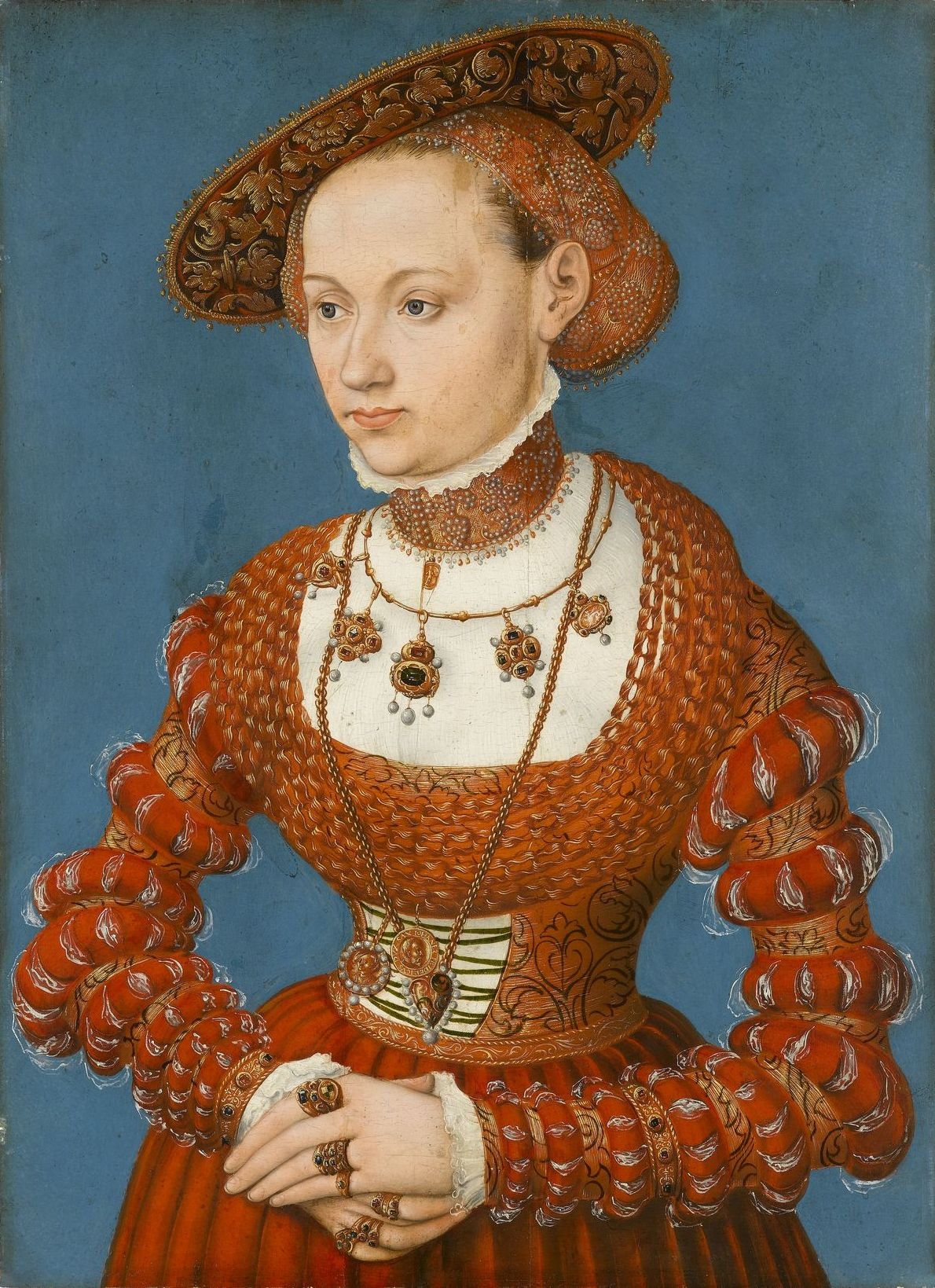
Lucas Cranach le Jeune, Agnes von Hayn, 1543.

L'ancienne collection allemande a ensuite été élargie par des œuvres exemplaires, comme un panneau du Maître de la Passion de Darmstadt, le Christ souffrant de Hans Baldung et la Passion grise (de) de Hans Holbein l'Ancien.

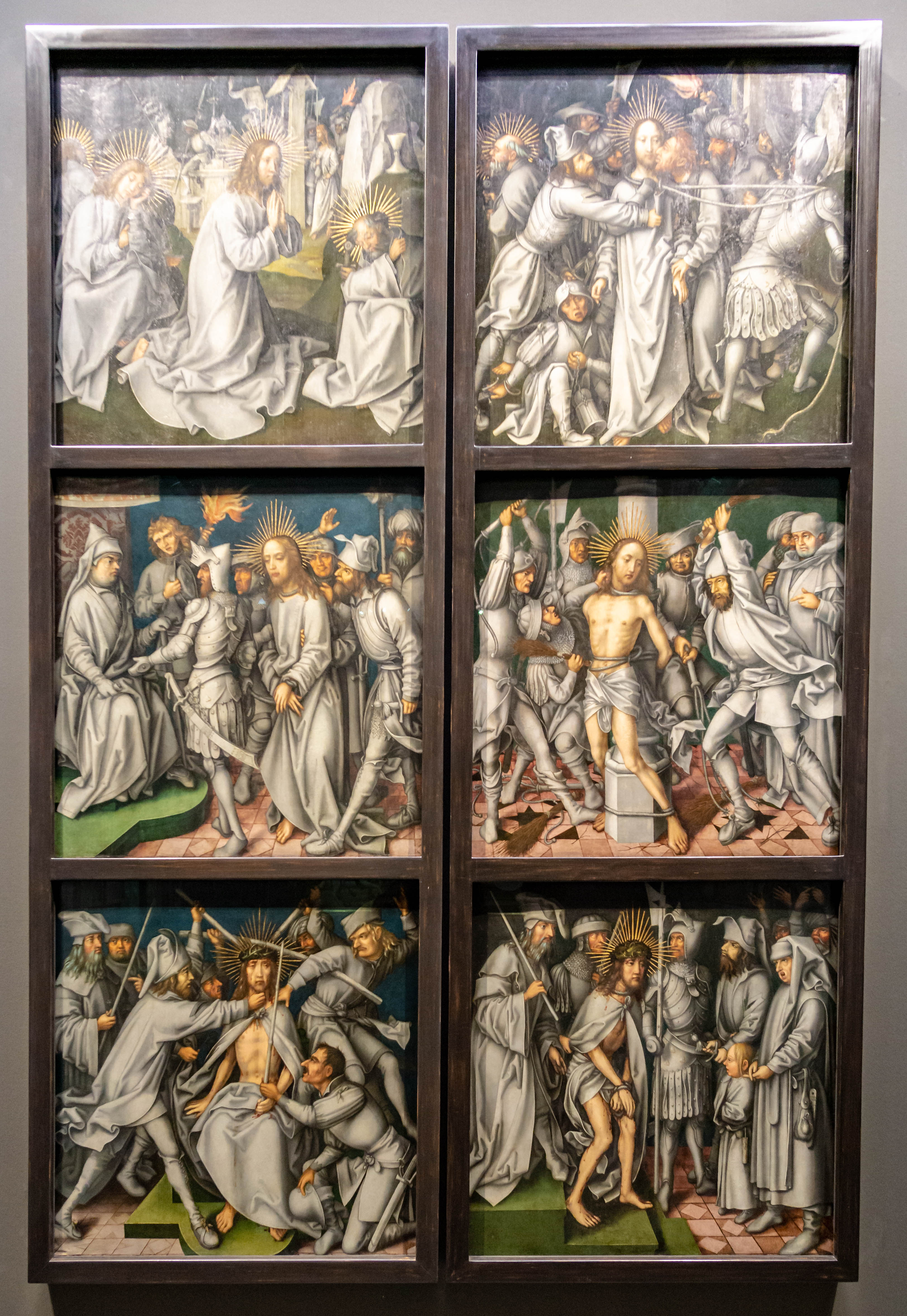
Hans Holbein l'Ancien, les six panneaux extérieurs du retable de la Passion grise, 1494-1500.
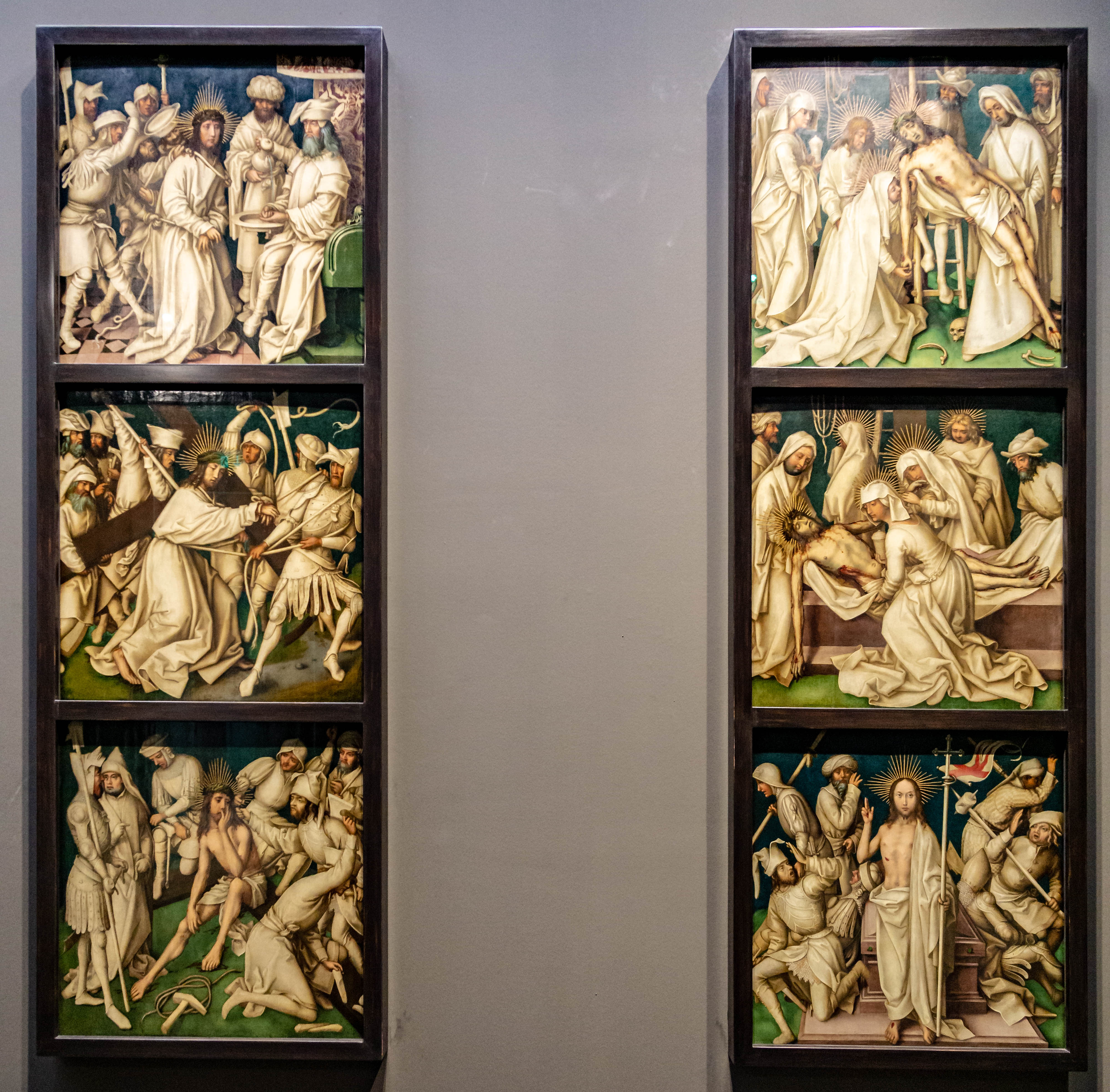
Hans Holbein l'Ancien, les six panneaux intérieurs du retable de la Passion grise, 1494-1500.

### Peinture italienne
Des œuvres italiennes importantes ont été acquises dès le XIXe siècle, comme le Christ et la Cananéenne de Mattia Preti et des fragments de Fra Bartolomeo. Avec l'achat, en 1852, de la collection privée vénitienne Barbini-Breganze, sont entrées 195 peintures baroques et rococo, qui forment encore une grande part de la collection de peintures italiennes du musée.
Au tournant du XXe siècle a commencé une longue période d'acquisitions classiques. En 1948, la Staatsgalerie a reçu un legs de 31 œuvres italiennes : parmi elles, des œuvres de Giambattista Pittoni, Bernardo Strozzi, Andrea Celesti, Francesco Maffei, Nicola Grassi et Luca Giordano. Puis se sont ajoutées des œuvres d'artistes rarement représentés dans les musées, comme Crosato, Pietro Faccini et Gaspare Traversi. En 1971, la Galerie a reçu 36 peintures italiennes sur panneaux, puis a acquis des œuvres de Mariotto Di Nardo et Lorenzo Monaco, ainsi que les Tables d'Erbach (de), de l'entourage de Giotto.

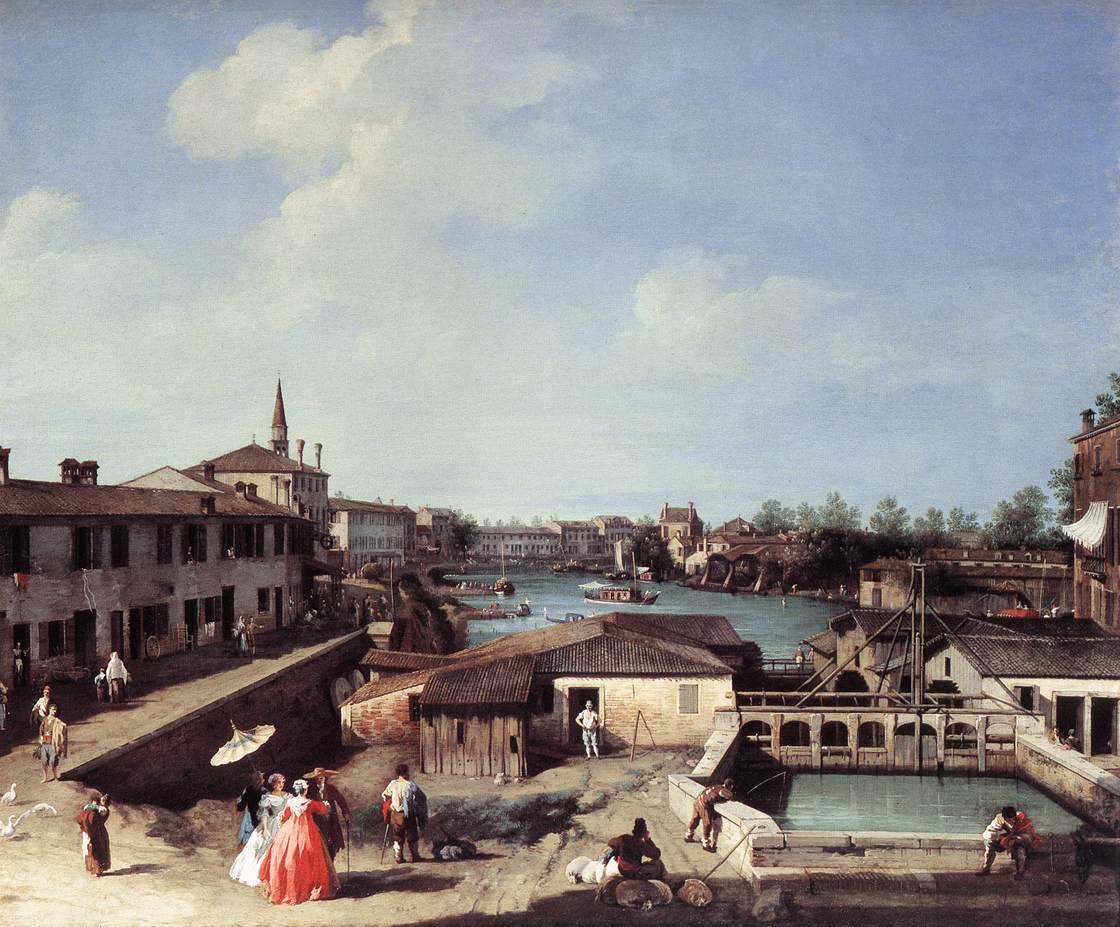
Canaletto, Écluses de Dolo sur la Brenta, 1730-1735.
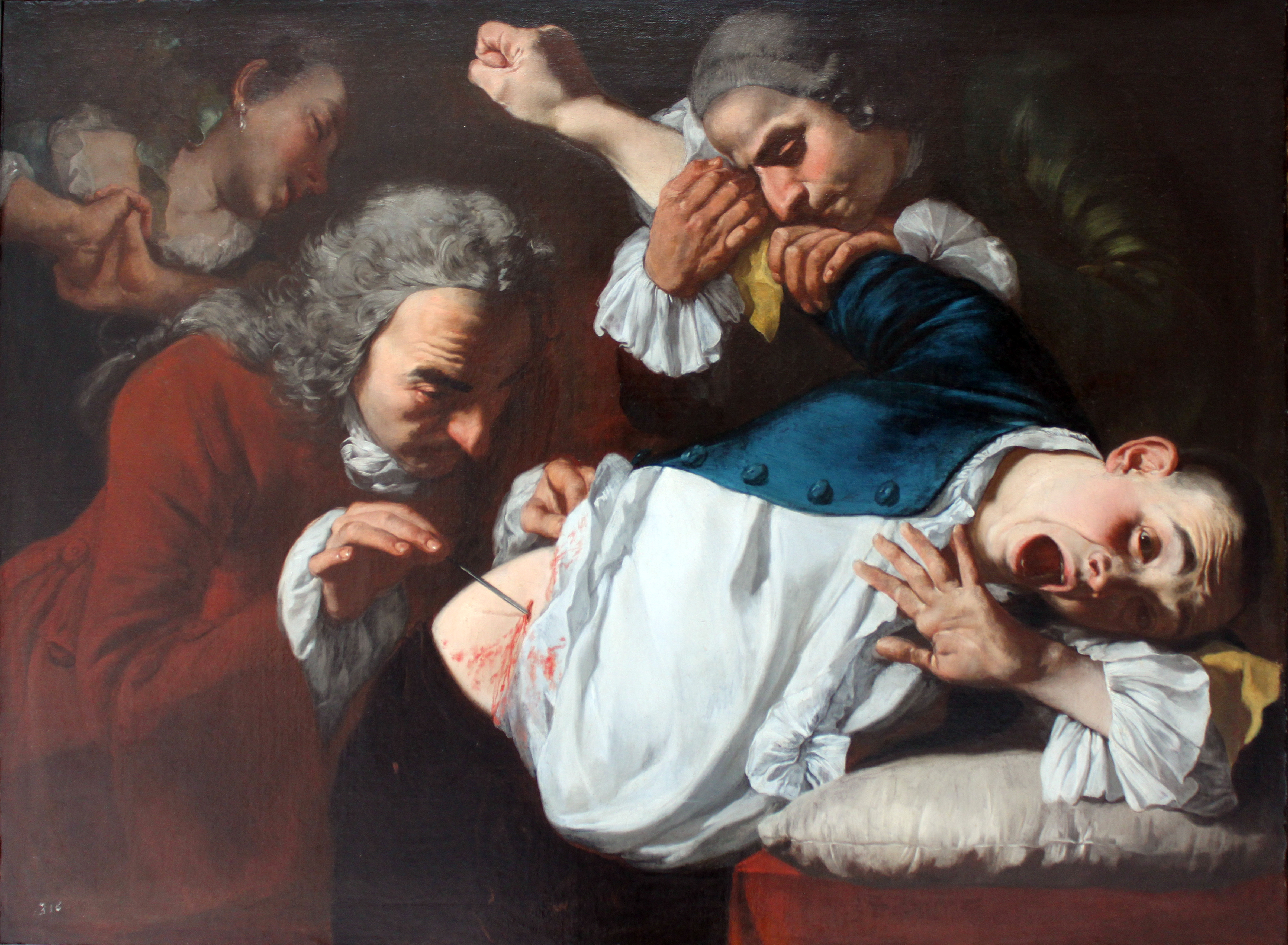
Gaspare Traversi, La Chirurgie, 1753-54.
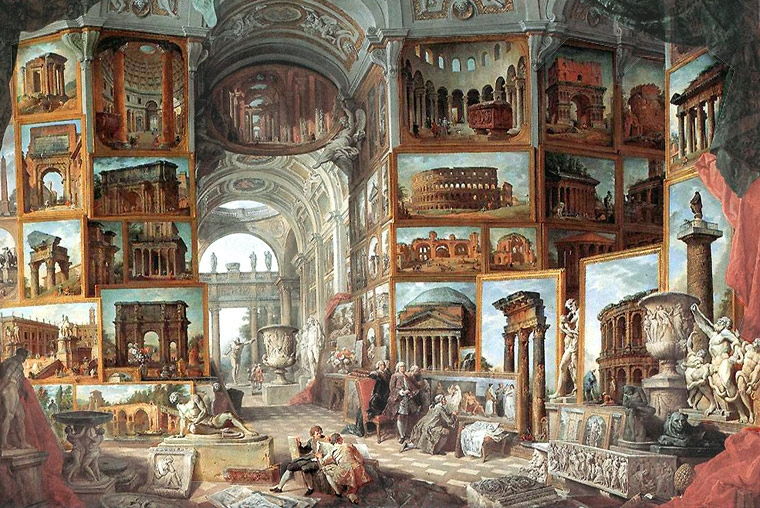
Giovanni Paolo Panini, Galerie de peintures des monuments de Rome, 1754-1757.

### Peinture hollandaise

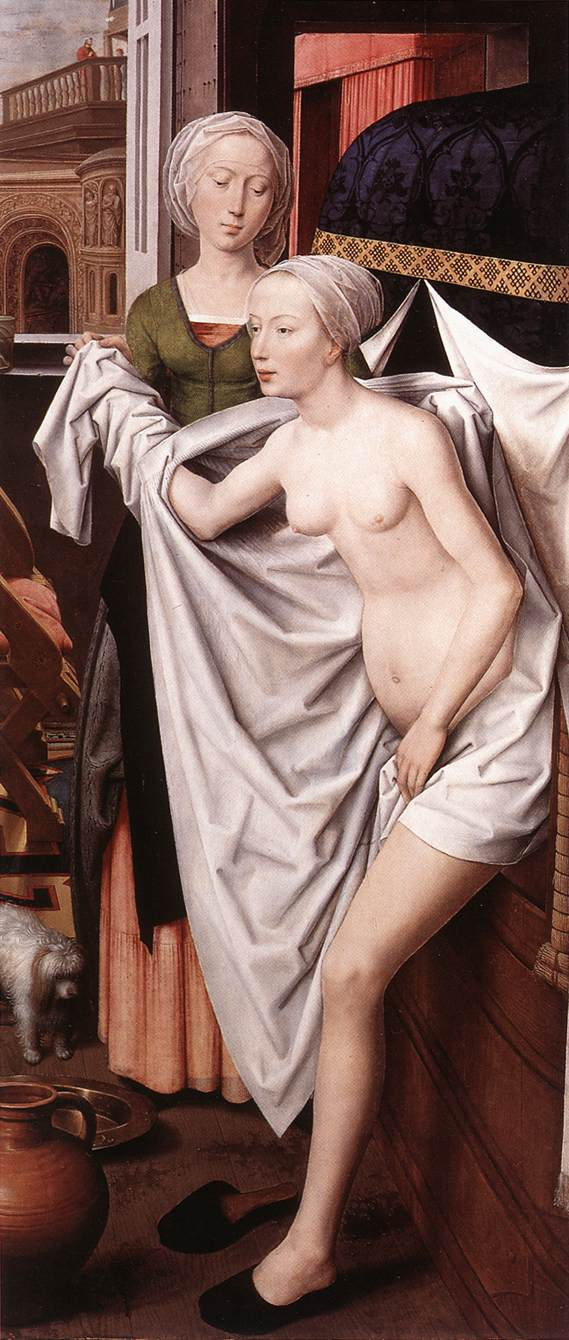
Hans Memling, Bethsabée au bain, 1485.

La collection néerlandaise de la Staatsgalerie ne comprend qu'environ 70 peintures arrivées sur près de trois siècles.
La Bethsabée au bain de Hans Memling et l’Entrée du Christ à Jérusalem par Jan van Amstel ont été acquises au XVIIIe siècle. Quelques autres œuvres sont parvenues à la Galerie au siècle suivant : le Saint Paul en prison de Rembrandt et le Portrait de famille de Wybrand de Geest proviennent d'une collection achetée en 1867.
Dans les années 1940, sont entrées des peintures de Jan van Kessel, Allart van Everdingen, Joos de Momper et Anton Mirou, entre autres ; puis dans les années 1950, des œuvres d'Albert Bouts, Peter Paul Rubens, Rembrandt van Rijn, Frans Hals, Jan Davidsz de Heem, Jan Steen, Emanuel de Witte et d'autres artistes.

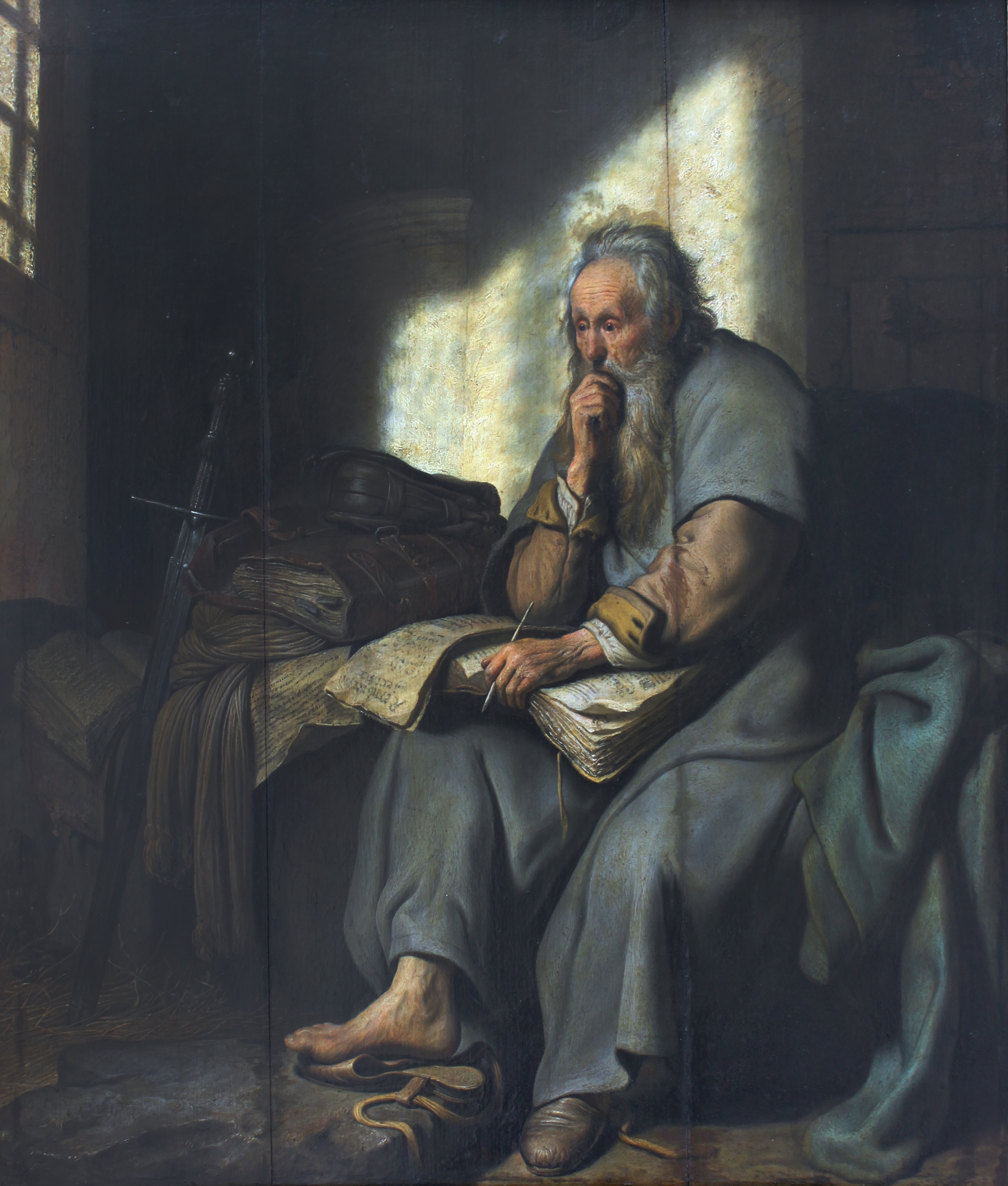
Rembrandt, Saint Paul en prison, 1627.
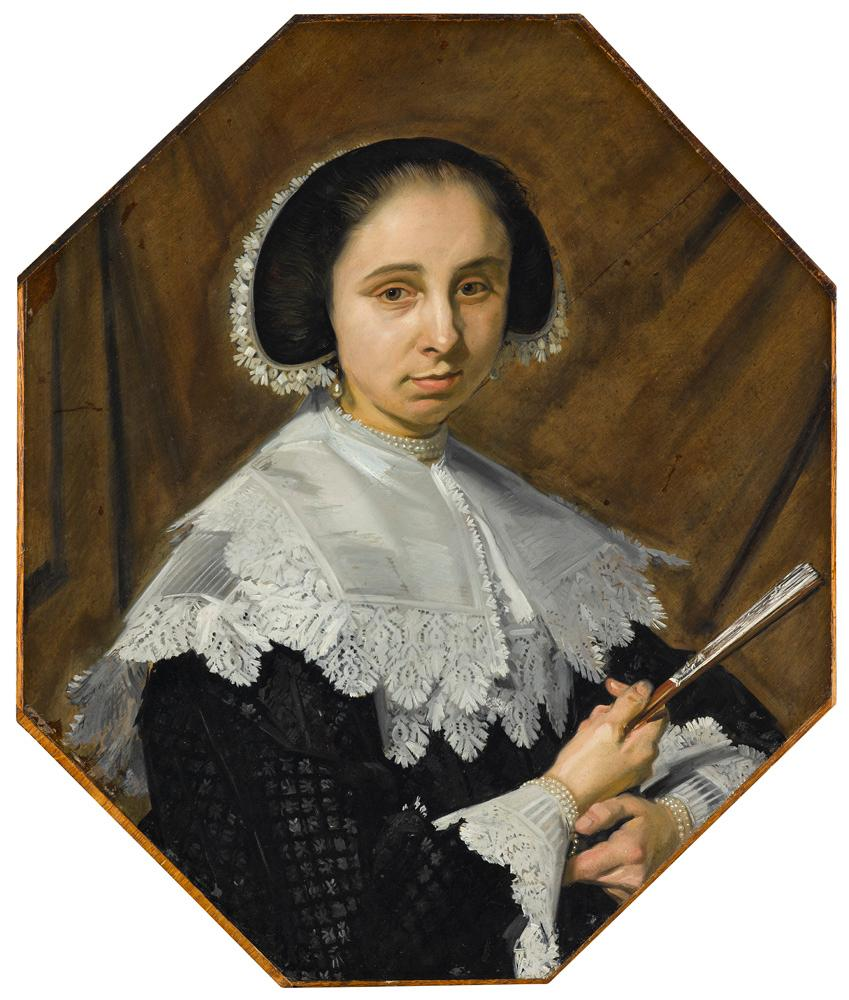
Frans Hals, Portrait d'une dame, vers 1637.
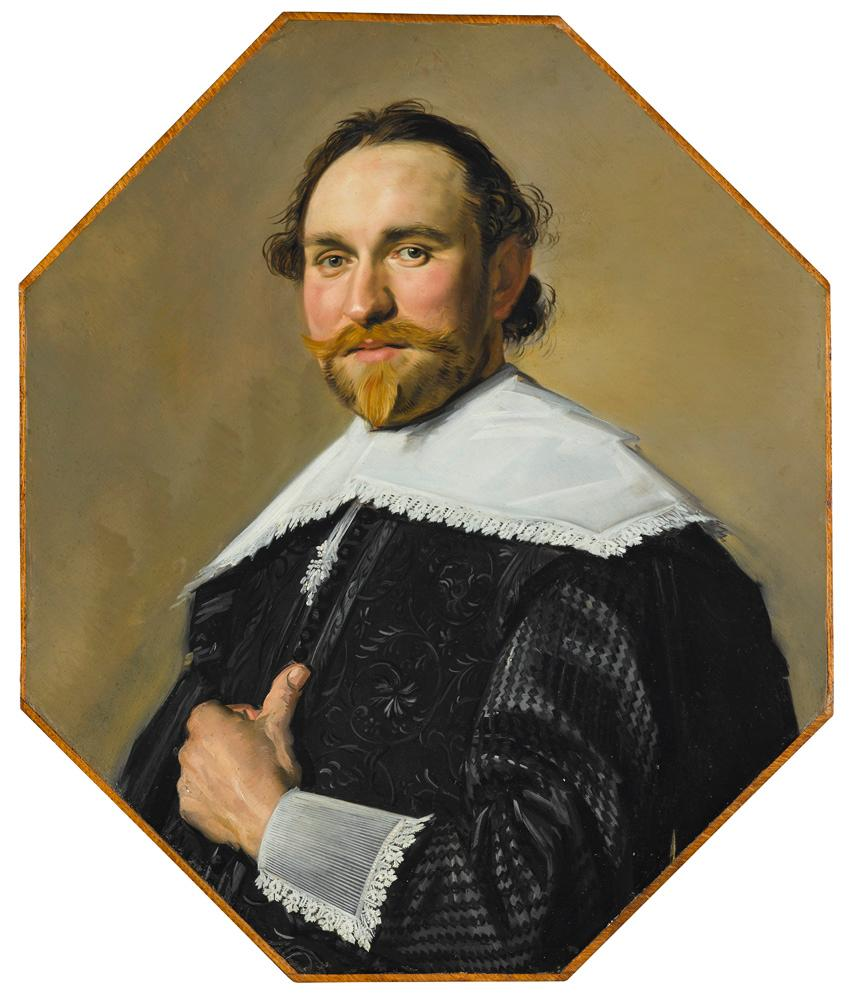
Frans Hals, Portrait d'homme, vers 1637.

### Romantisme, impressionnisme
La collection du XIXe siècle comprend des œuvres à référence régionale ainsi que des œuvres de l'art international, notamment de France et d'Angleterre. Cette collection, issue de possessions princières du XVIIIe siècle, s'est enrichie de donations royales au XIXe siècle et d'acquisitions ciblées qui perdurent jusqu'à nos jours.
L'art romantique est représenté par Caspar David Friedrich, Carl Gustav Carus et Carl Blechen, entre autres. Le romantisme forme le contrepoint du classicisme allemand du Sud-Ouest, dont les protagonistes sont le sculpteur Johann Heinrich Dannecker et les peintres Gottlieb Schick et Philipp Friedrich von Hetsch. Dans le domaine de l'art français, le milieu du siècle est représenté par le romantique Eugène Delacroix et le naturaliste Gustave Courbet, ainsi que le début de l'impressionnisme par Claude Monet, Alfred Sisley et Pierre-Auguste Renoir (Madame Victor Chocquet). La Staatsgalerie possède d'importantes œuvres de Camille Pissarro, Paul Signac, Edgar Degas, Paul Cézanne et Paul Gauguin, représentant des peintures du début du siècle.

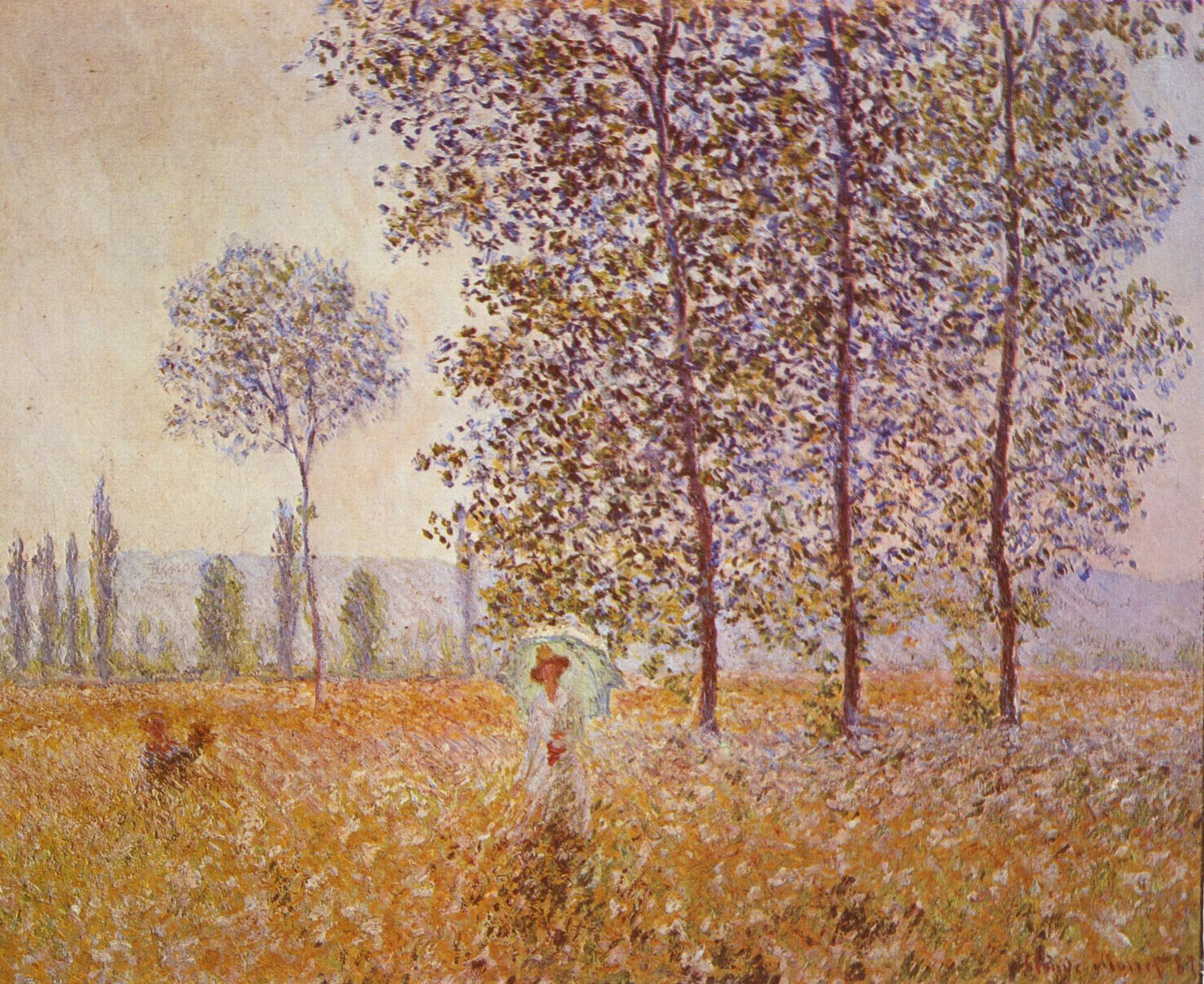
Claude Monet, Peupliers au soleil, 1887.
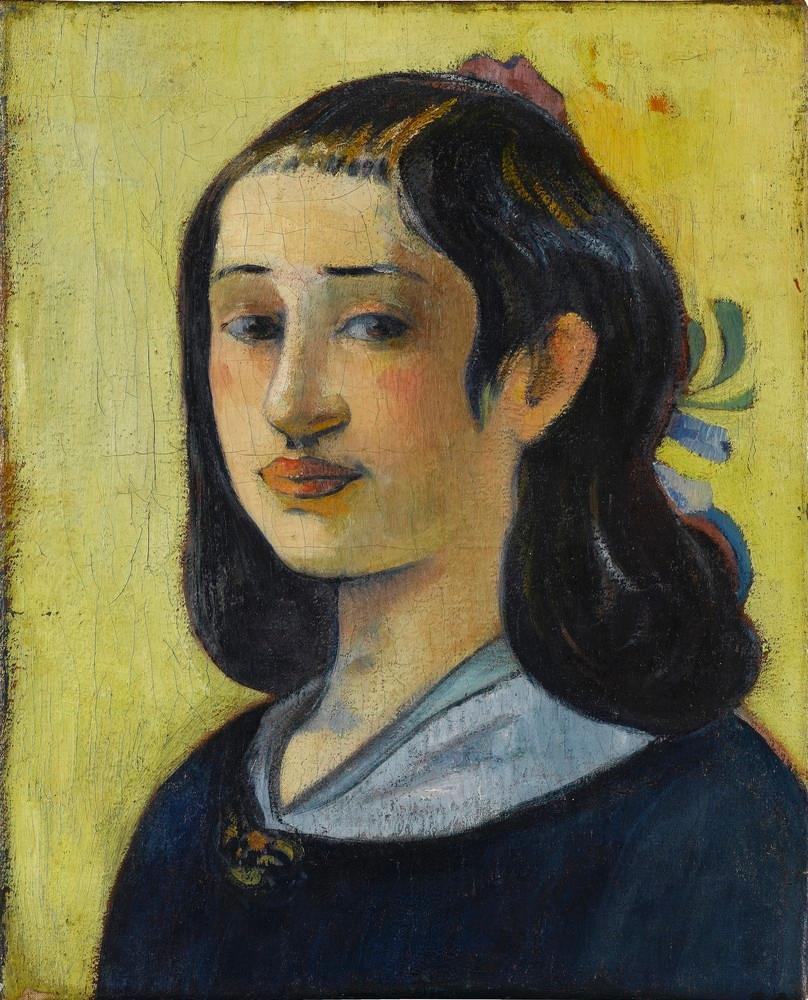
Paul Gauguin, La Mère de l'artiste, entre 1890 et 1893.
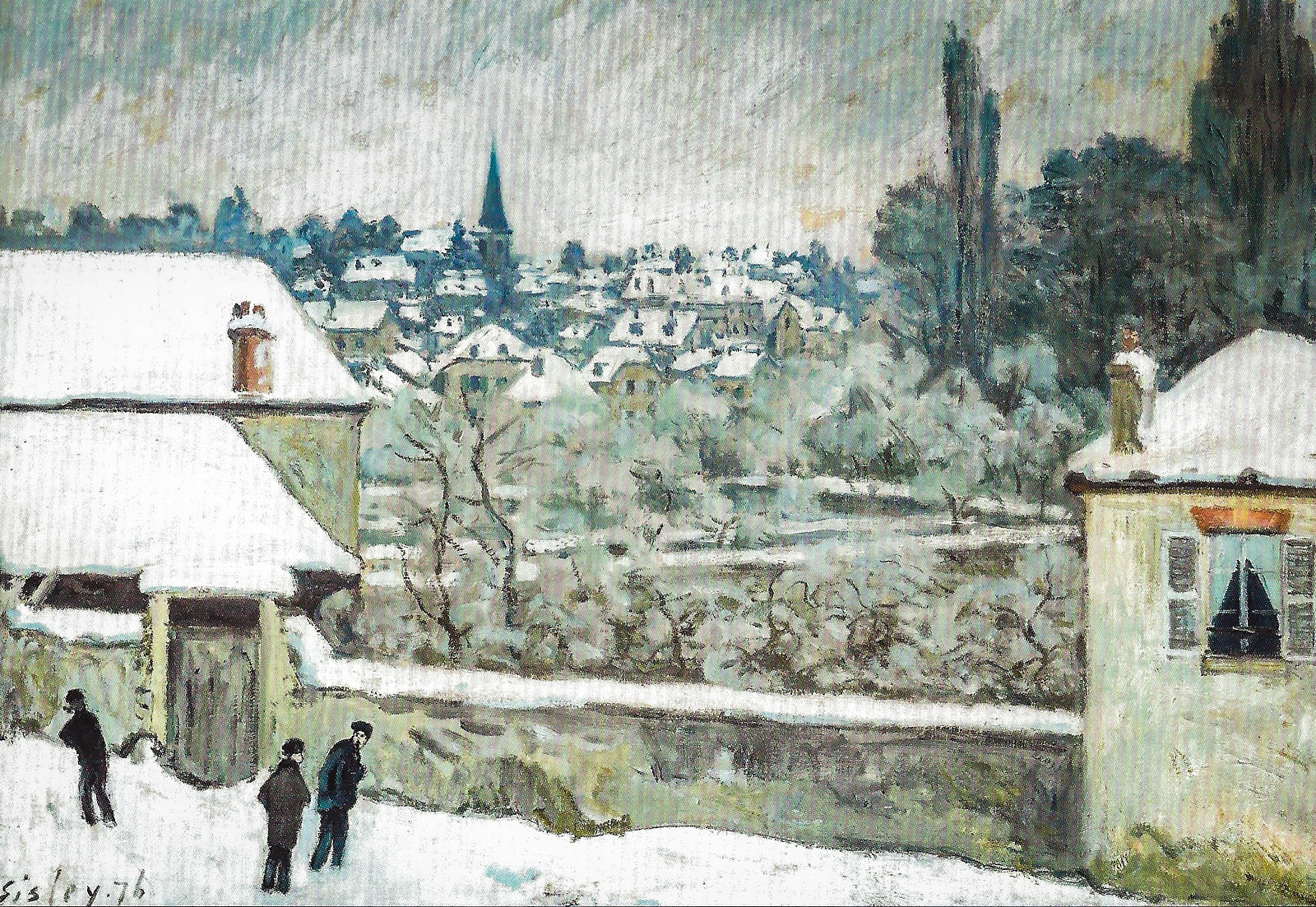
Alfred Sisley, Hiver à Louveciennes, 1876.
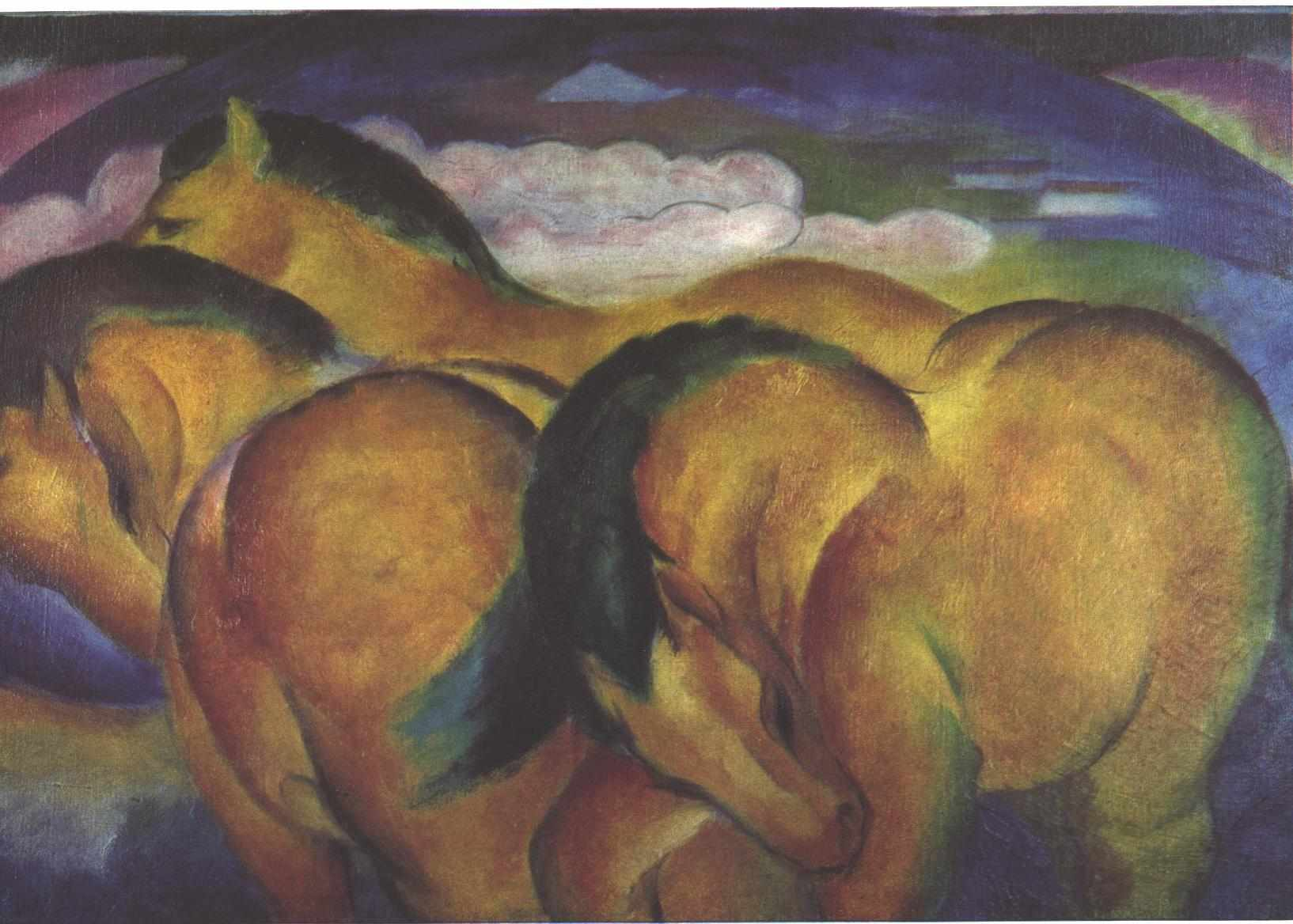
Franz Marc, Les Petits Chevaux jaunes, 1912.

## Neue Staatsgalerie

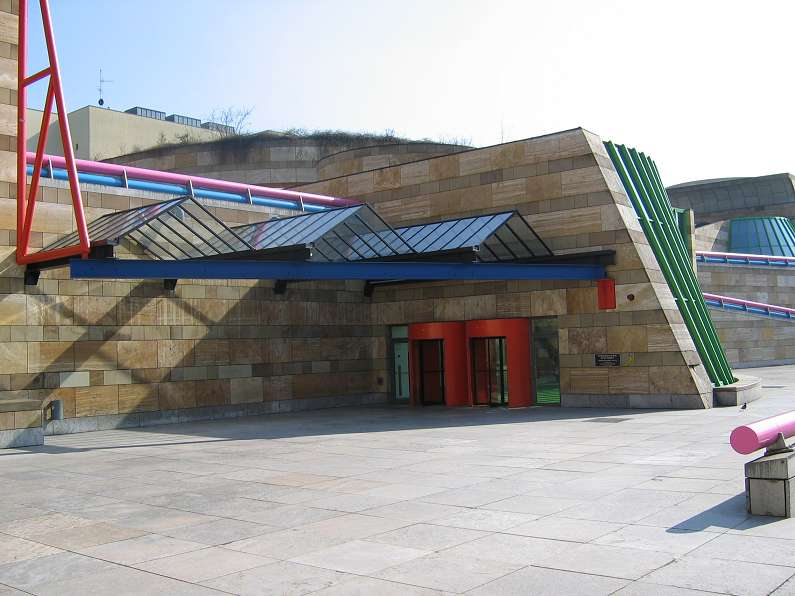
Neue Staatsgalerie

La Neue Staatsgalerie, d'une architecture controversée dessinée par James Stirling, a ouvert le 9 mars 1984 sur un emplacement tout proche de l'ancien bâtiment. Il accueille une collection d’art moderne du XXe siècle, allant de Pablo Picasso à Oskar Schlemmer, Joan Miró, Joseph Beuys, Wolf Vostell et Pierre Soulages.

### Œuvres notables
La collection de modernisme classique de la Staatsgalerie de Stuttgart ne se compose pas seulement d'œuvres exceptionnelles individuelles, mais forme également une sorte de coupe transversale exemplaire des différents groupes d'artistes et mouvements stylistiques des premières décennies du XXe siècle.
Les œuvres acquises dans les années 1920, entre autres d'Ernst Barlach, Max Beckmann, Otto Dix, Conrad Felixmüller, Erich Heckel, Ernst Ludwig Kirchner, Paul Klee, Oskar Schlemmer et Karl Schmidt-Rottluff ont toutes subi la campagne national-socialiste de l'« Art dégénéré » : la plupart ont été sacrifiées et très peu ont pu être récupérées.
En 1959 sont achetées 30 œuvres de la peinture impressionniste française et de Pablo Picasso. Cet inventaire s'étoffe dans les décennies 1960 et 1970 et s'étend également à la sculpture. En 1968 se sont ajoutées de nombreuses peintures de Max Beckmann, Georges Braque, Paul Klee et August Macke, entre autres. Dans les années 1970, l'accent est mis sur les acquisitions du Bauhaus et du constructivisme, mais aussi du dadaïsme et du surréalisme et de Joseph Beuys. En 1998, la collection Steegmann, qui comprend des sculptures et des peintures de Pablo Picasso, a été confiée à la Staatsgalerie en tant que prêt permanent. De plus, la collection s'est enrichie d'œuvres d'Henri Matisse, Piet Mondrian, Franz Marc et Otto Freundlich.

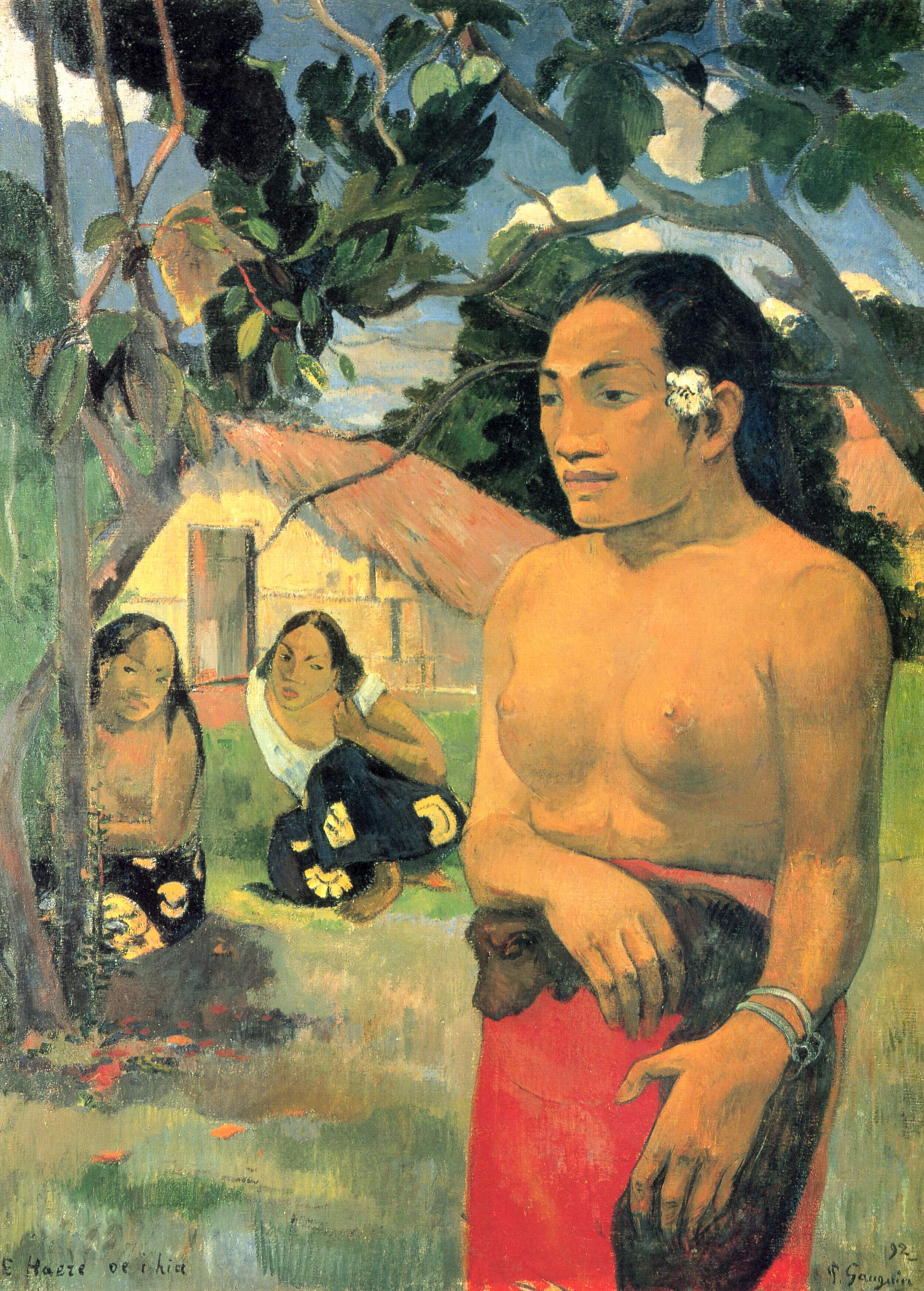
Paul Gauguin, « Où vas-tu ? », 1892.
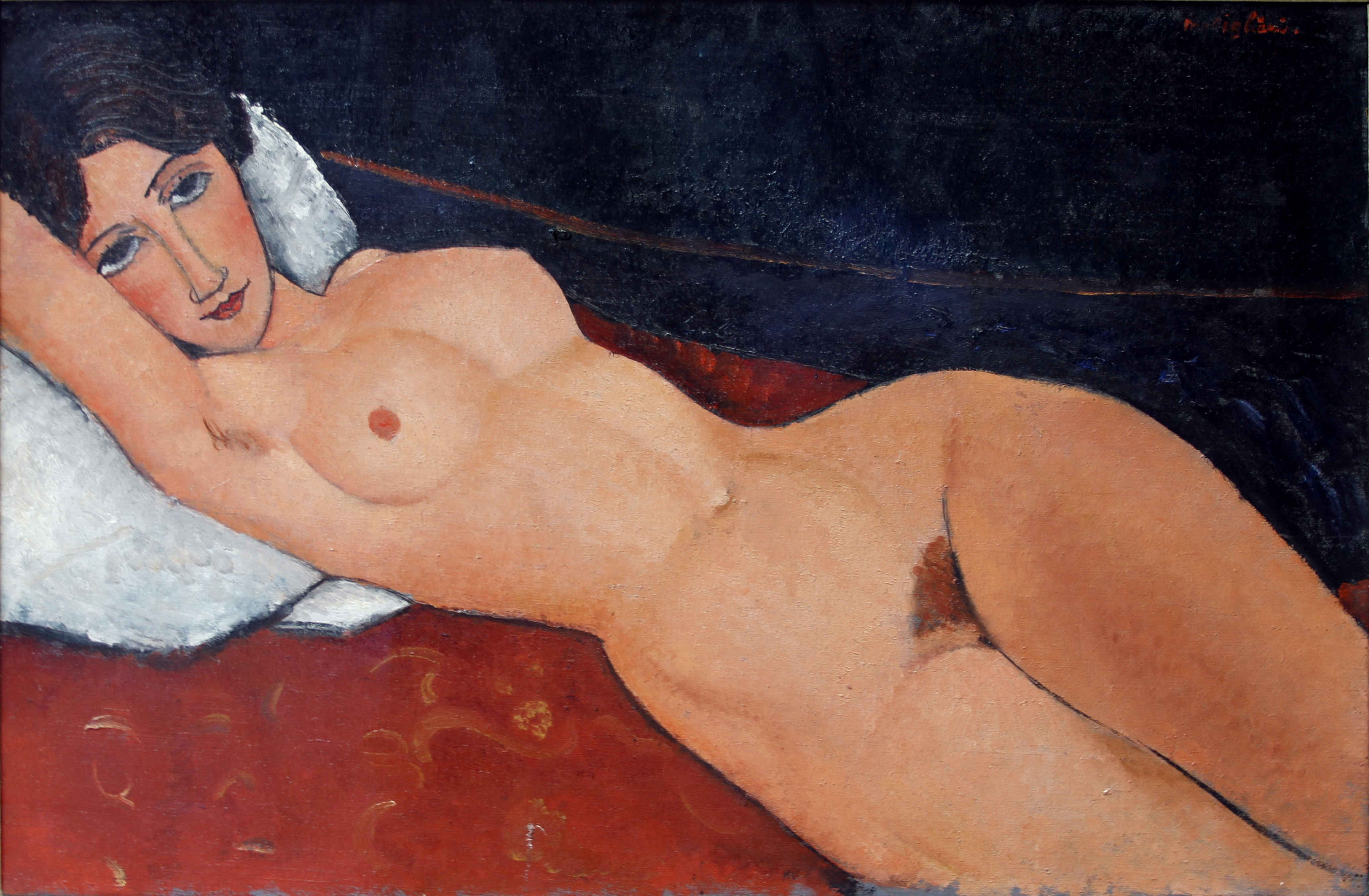
Amedeo Modigliani, Nu allongé sur un coussin blanc, 1917.
Max Beckmann, Autoportrait au foulard rouge, 1917.

- Paul Gauguin: Où vas-tu? 1892
- Henri Matisse : La Coiffure 1907, Nu gris au bracelet 1913-1914
- Franz Marc : Kleine gelbe Pferde 1912
- Amedeo Modigliani : Chaïm Soutine 1915
- Otto Dix : Streichholzhändler 1920, Prager Strasse 1920
- Max Ernst : Heilige Cäcilie - Das unsichtbare Klavier 1923
- Max Beckmann : Reise auf dem Fisch 1934
- Piet Mondrian : Composition en blanc, rouge et bleu 1936
- Salvador Dalí : Le Moment sublime 1938
- Pierre Soulages : Composition abstraite, 65 x 50 cm 1955
- Pablo Picasso : Le Déjeuner sur l'herbe 1961
- Œuvres de Paul Klee, Marc Chagall, Wassily Kandinsky, Joan Miró.